# Heterophoxus conlanae
Heterophoxus conlanae är en kräftdjursart som beskrevs av Jarrett och Edward Lloyd Bousfield 1994. Heterophoxus conlanae ingår i släktet Heterophoxus och familjen Phoxocephalidae. Inga underarter finns listade i Catalogue of Life.